# ツファヒエ
ツファヒエ(Tufahije)は、クルミを詰めたリンゴと砂糖水で煮た、ボスニアのデザートである。ボスニア・ヘルツェゴビナ、セルビア、北マケドニア、クロアチアで非常に人気がある。
ブルガリアのpechani yabalkiもクルミを詰めるが、煮るのではなく焼いて作る。

## 語源
「リンゴ」を意味するオスマン語のtuffahaに由来する。

## 提供
大きな器にシロップとともに盛り付け、上部にホイップクリームを飾る。通常、コーヒーと一緒に提供される。

## ギャラリー

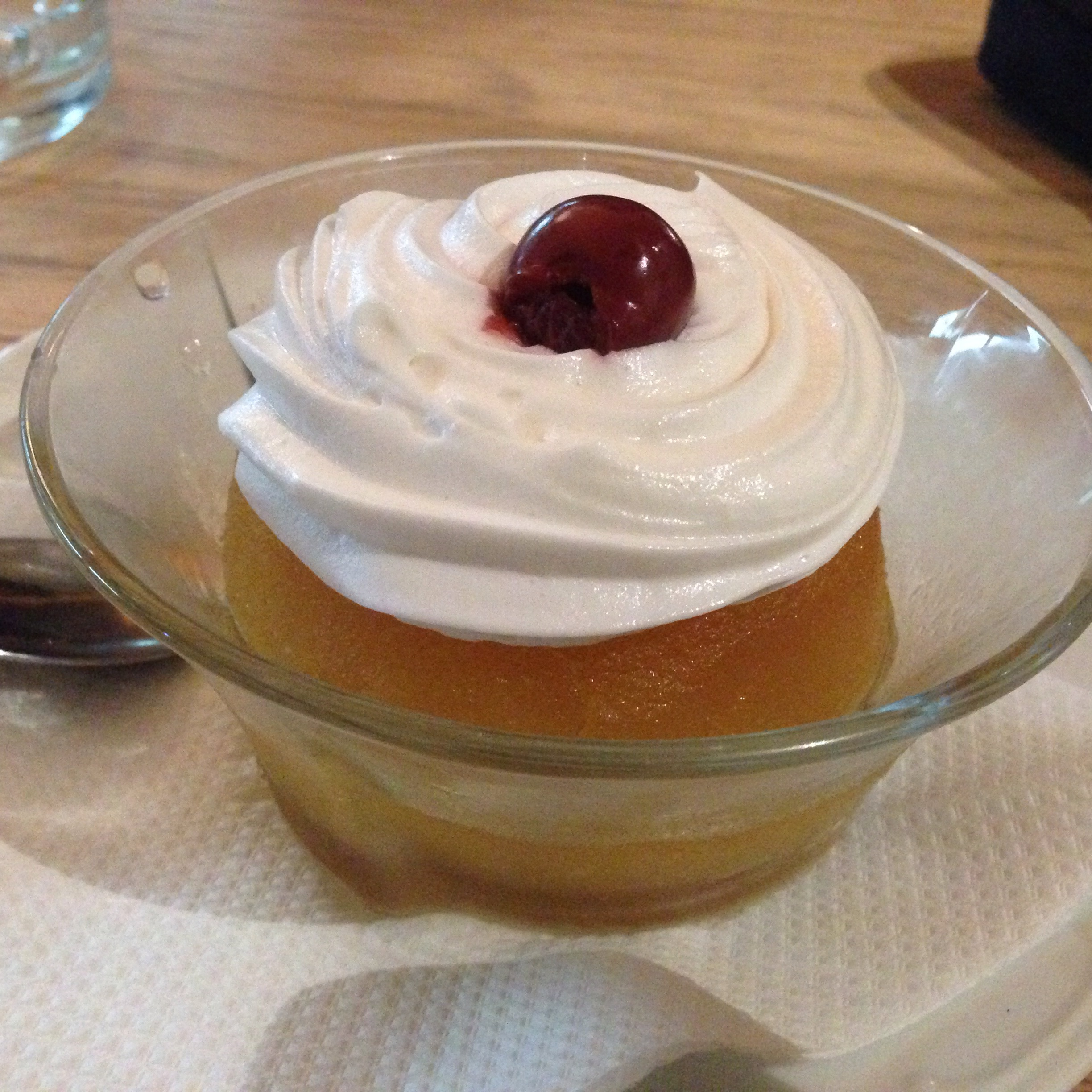
Tufahije served with cherry on the top
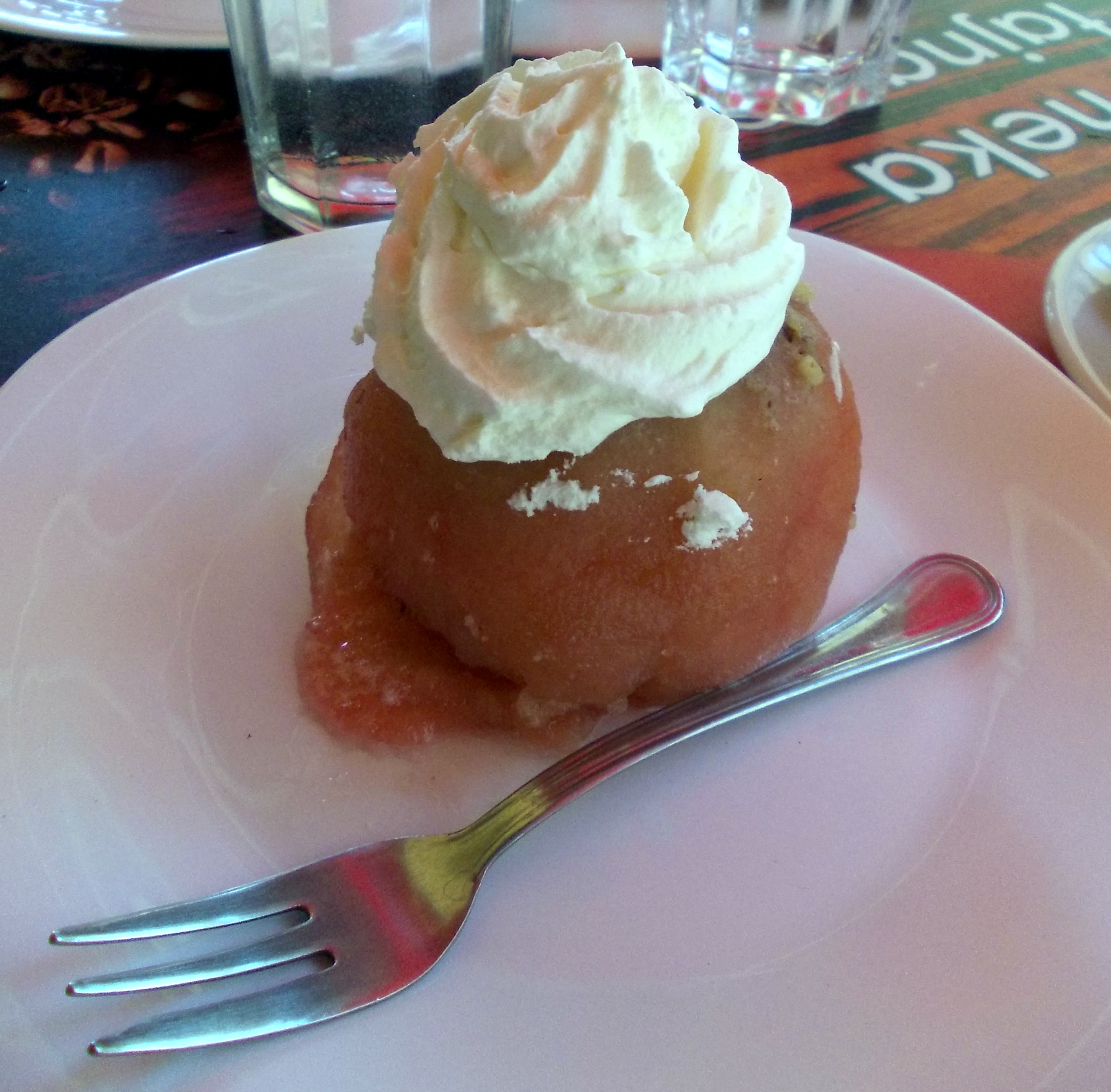
Tufahija from Mostar
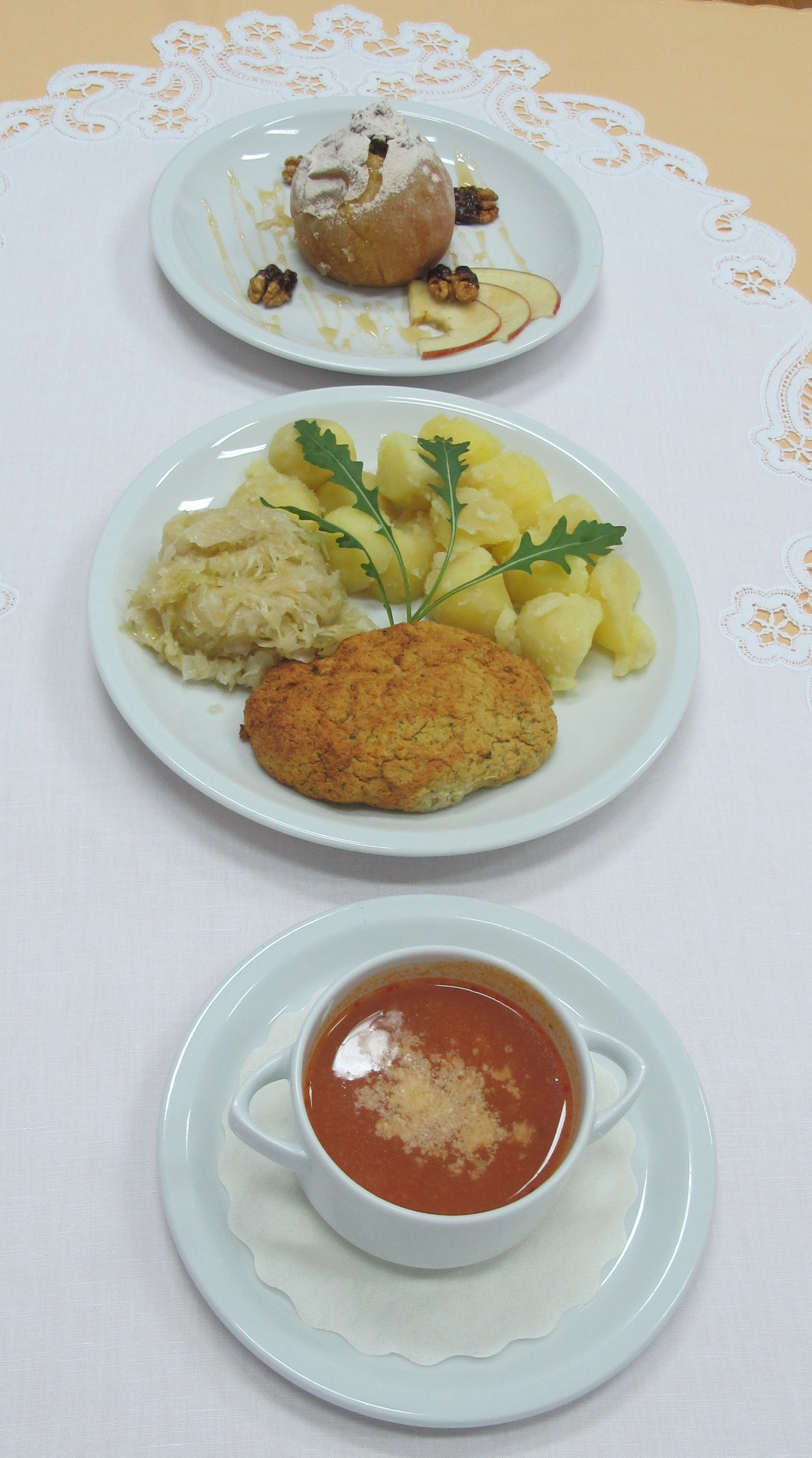
Tufahija served with soup and meat loaf